# Ula Tirso
Ula Tirso – miejscowość i gmina we Włoszech, w regionie Sardynia, w prowincji Oristano.
Według danych na rok 2004 gminę zamieszkiwały 633 osoby, 35,2 os./km². Graniczy z Ardauli, Busachi, Ghilarza, Neoneli i Ortueri.